# Granja de Can Garriga

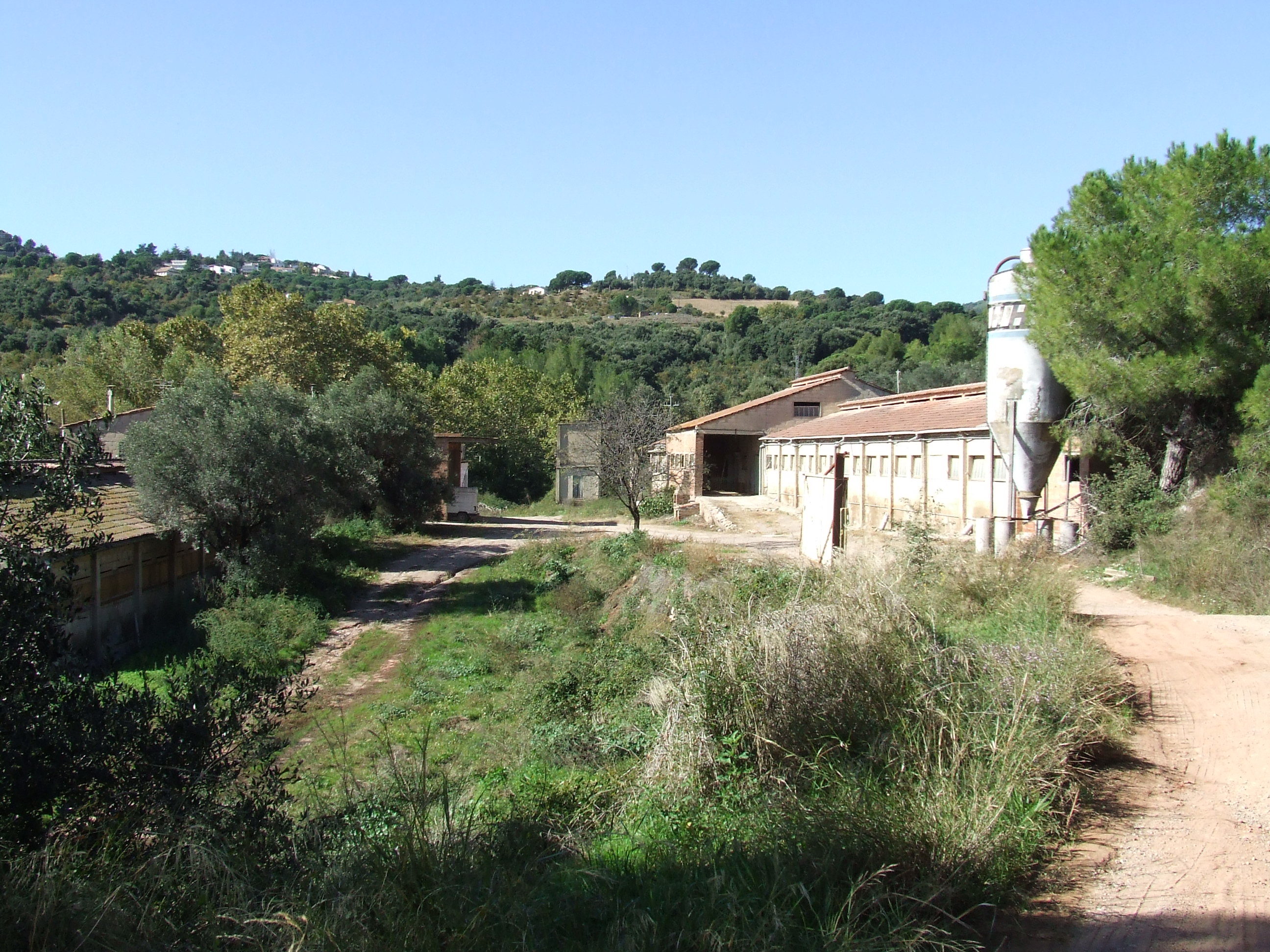
Façana de ponent de la masia

La Granja de Can Garriga és una explotació agropecuària del poble de Riells del Fai, en el terme municipal de Bigues i Riells, al Vallès Oriental.
Està situada a prop de l'extrem sud-oest del territori de Riells del Fai, a llevant de Can Xifreda i a ponent de Can Garriga del Solell, masia a la qual pertany. És en el vessant sud-oest del turó de Can Garriga i en el sud-est del turó d'en Rossic, a la dreta del Xaragall de les Alzines.